# Mandemarkeskatten
Mandemarkeskatten er et arkæologisk fund, der er dateret til vikingetiden, som blev opdaget ved Busene Have på Møn i 1874. Fundet bestod af personlige smykker og værdigenstande, der blev nedlagt samlet mellem et par sten – muligvis som en form for depot eller symbolsk offrering. Den samlede vægt var 964,4 g. Blandt fundene var:
- En flettet sølvkæde med to dyrehoveder
- Ti arm- og halsringe – heraf tre i rent guld, resten i sølv (nogle forgyldte)
- To Thors-hamre
- En sølvperle på kæde

Smykkerne blev fundet ved en bautasten, der var en del af to rækker bautasten forbundet til en tidligere stor bronzealderhøj. Fundet udløste en sand "skattefeber", hvor man gravede i hele højen – dog uden at finde mere end mindre bronze-artefakter. I området findes en række andre fortidsminder, der inkluderer en langdysse og ti runde høje.